# Gmina Majur
Gmina Majur (chorw. Općina Majur) – gmina w Chorwacji, w żupanii sisacko-moslawińskiej. W 2011 roku liczyła  1185 mieszkańców.